# Železniční trať Bruntál – Malá Morávka
Železniční trať Bruntál – Malá Morávka (v jízdním řádu pro cestující označená číslem 312) je jednokolejná regionální trať. Provoz na trati byl zahájen v roce 1901, oficiální provoz skončil v roce 2009. Trať měla význam pro spojení okresního města s rekreační oblastí v Jeseníkách. Podle vyjádření obce Malá Morávka je trať unikátní svými sklonovými poměry. Trať je se svým podélným sklonem až 45 ‰ nejstrmější českou železniční tratí bez ozubnice a druhou nejstrmější českou železniční tratí po ozubnicové trati Tanvald–Harrachov.

## Trasování

### Bruntál
Železniční trať se odpojuje z milotického zhlaví železniční stanice Bruntál, kde vede vlevo od traťové koleje na Milotice nad Opavou. Hned za zhlavím leží železniční přejezd, na kterém trať přejíždí silnici I/11 z Poděbrad do Mostů u Jablunkova. Za přejezdem pokračuje několik desítek metrů v levotočivém oblouku a překonává silnici I/45 z Horní Loděnice do Krnova. Za tímto přejezdem se z tratě po pravé straně odpojuje vlečka, která pokračuje dále asi 200 metrů a končí zdvojkolejněním v Polní ulici. Z této vlečky se ještě úvratí odpojuje kolej, která se také zdvojkolejňuje a následně spojí zpět do jedné koleje aby byla ukončena v areálu místní firmy.

#### Galerie

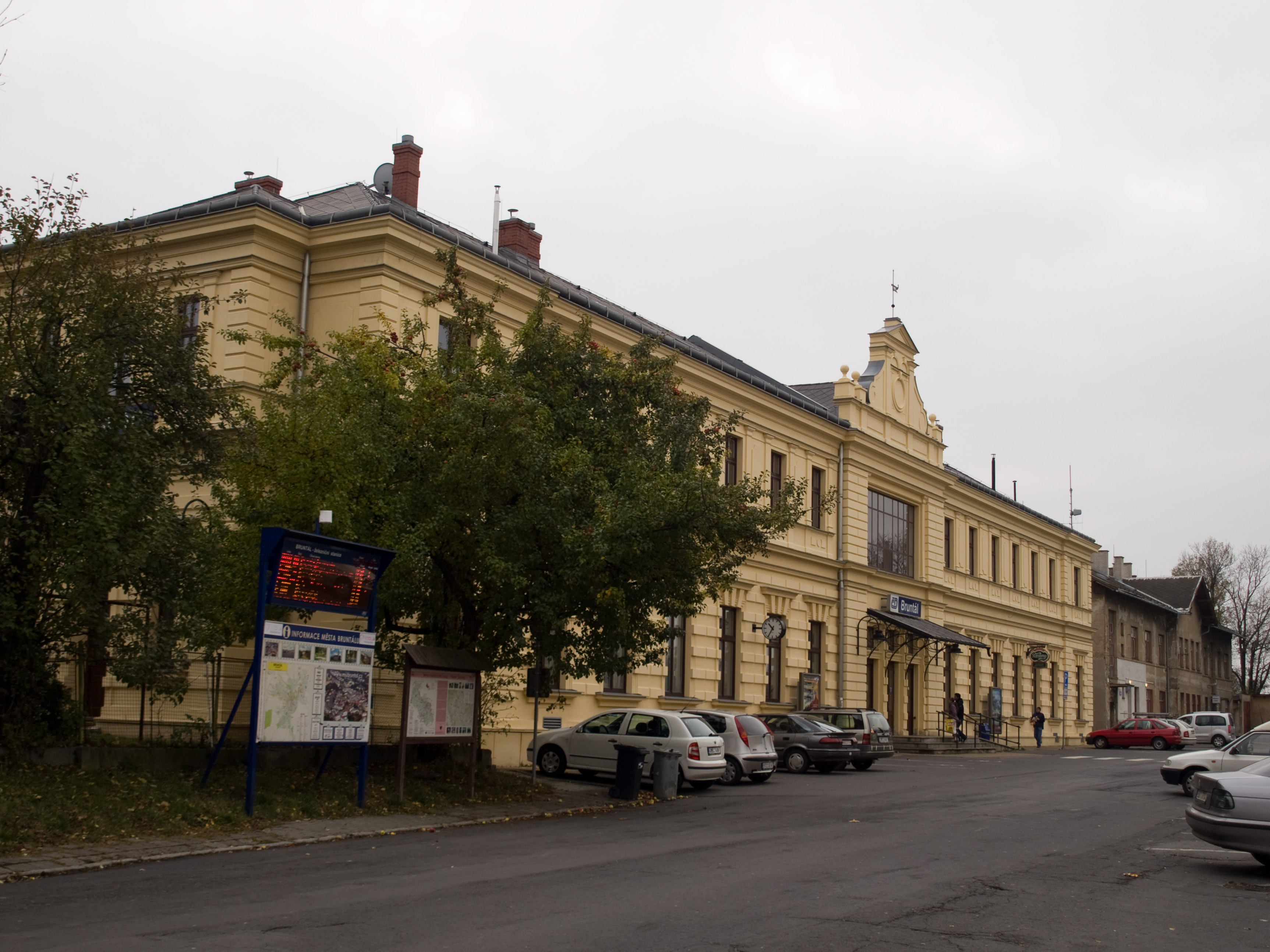
Staniční budova společná pro Trať 310 a 312
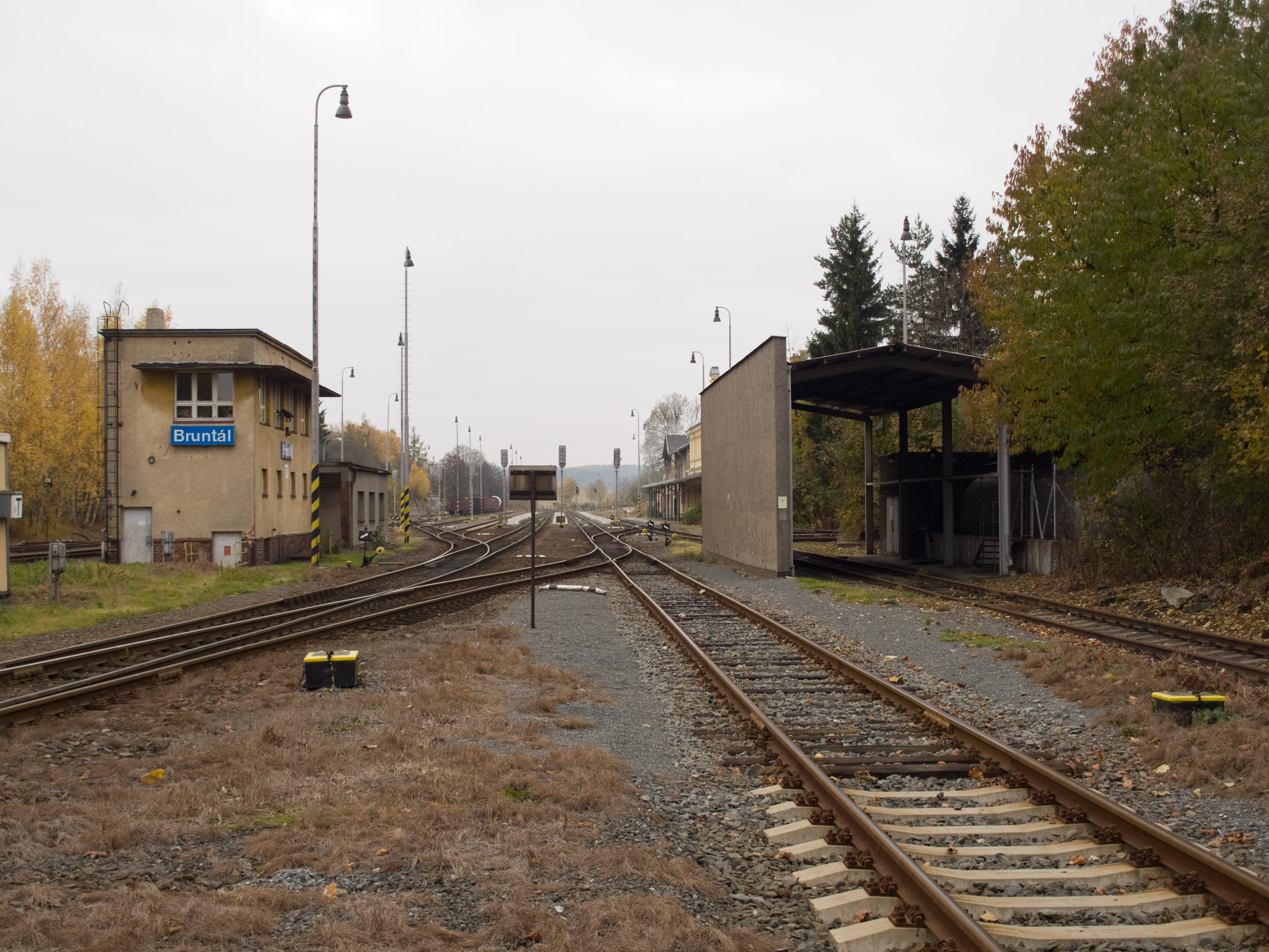
Pohled do železniční stanice; trať z Malé Morávky je kolej uprostřed
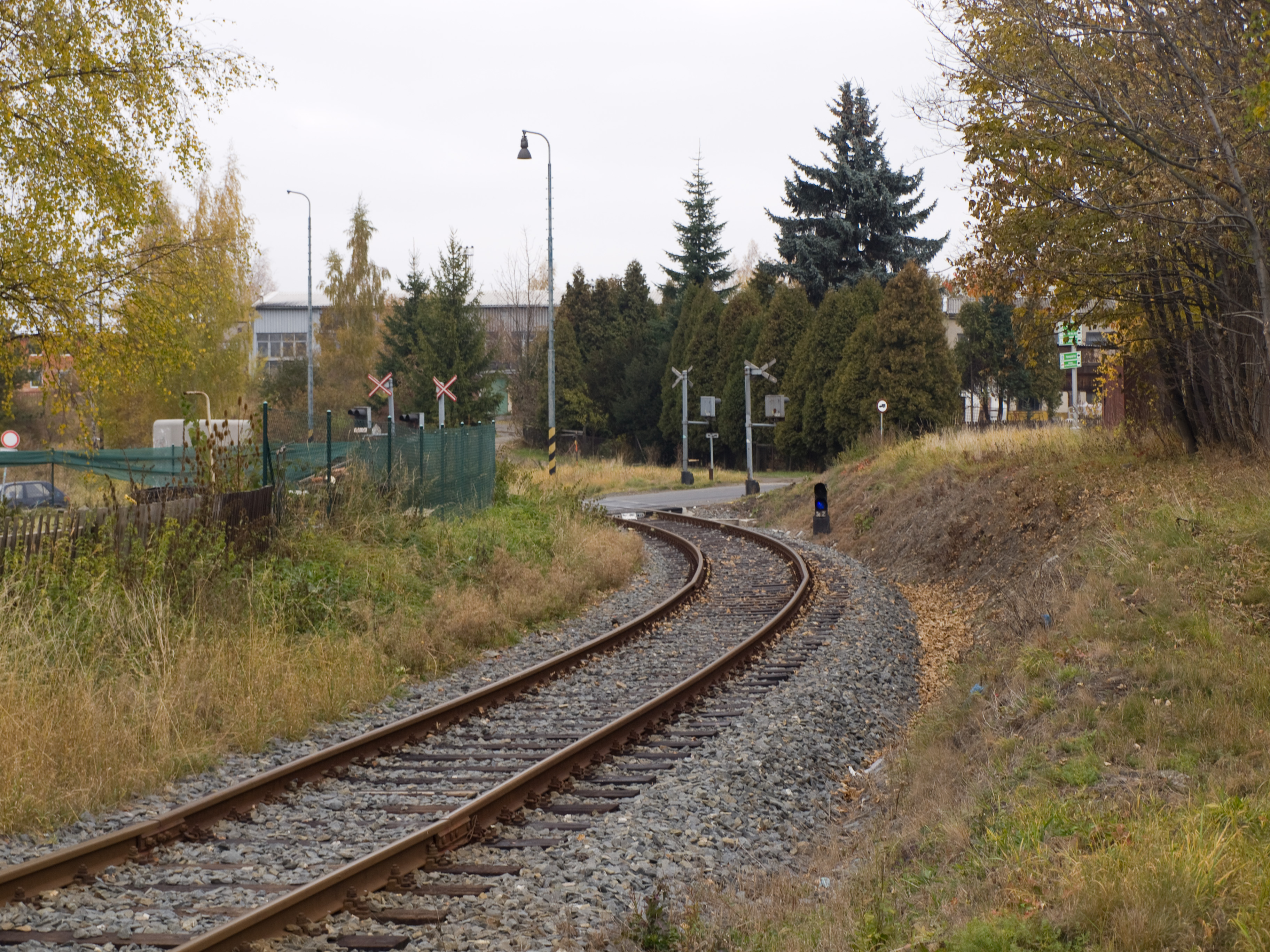
Pohled od železniční stanice ke křížení se silnicí I/45

### Staré Město
Traťová kolej po několika esovitých zatáčkách opouští Bruntál a směřuje severozápadním směrem ke Starému Městu. Trať objíždí obec po jejím severním okraji a překonává silnici II/450. Před tímto přejezdem se z tratě proti směru jízdy odděluje vlečka do závodu Větrovan. Mezi vlečkou a přejezdem v minulosti stála zastávka Staré Město, která však byla kvůli špatnému technickému stavu v roce 1983 zrušena.

### Rudná pod Pradědem

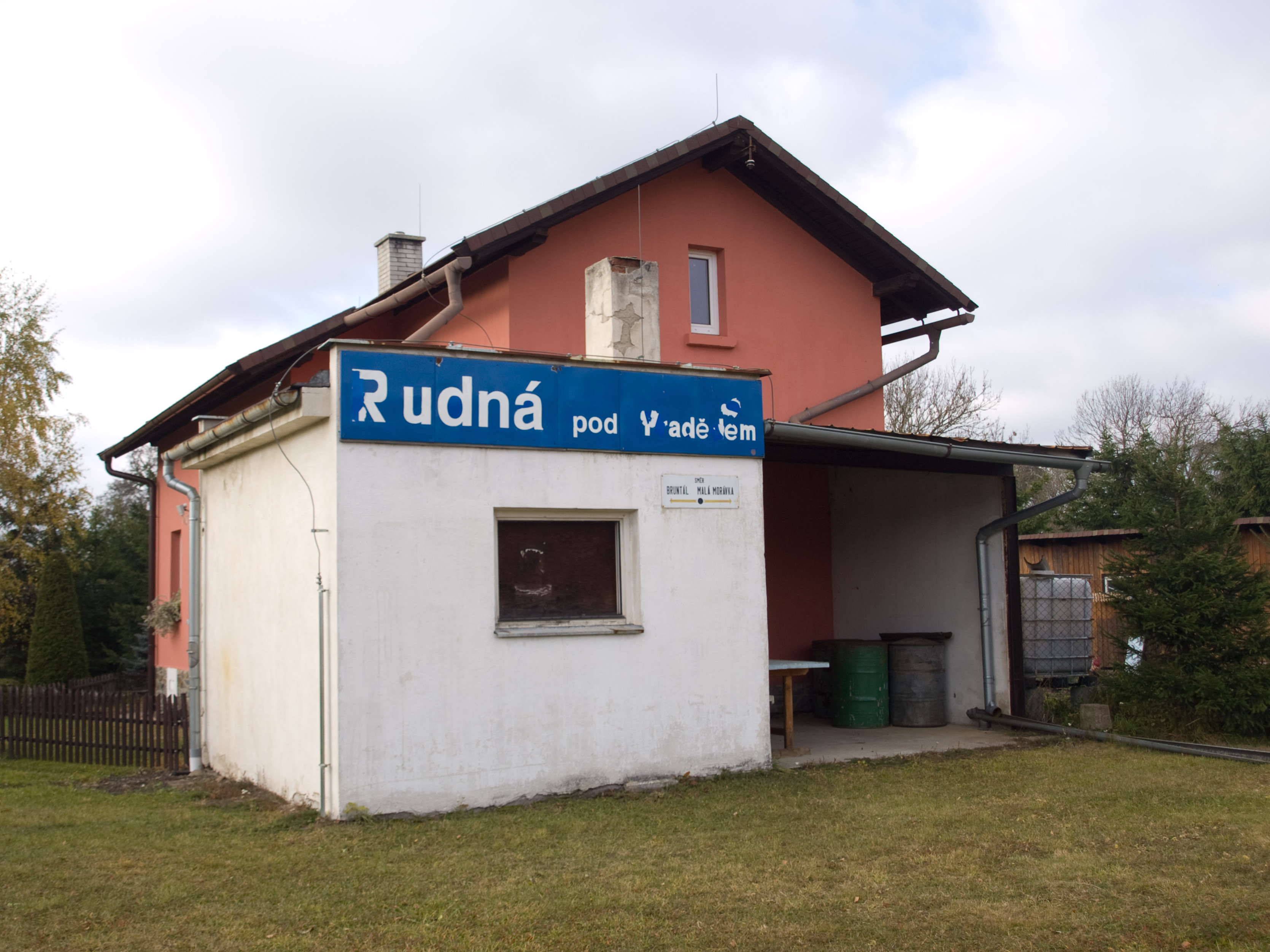
Budova zastávky Rudná pod Pradědem

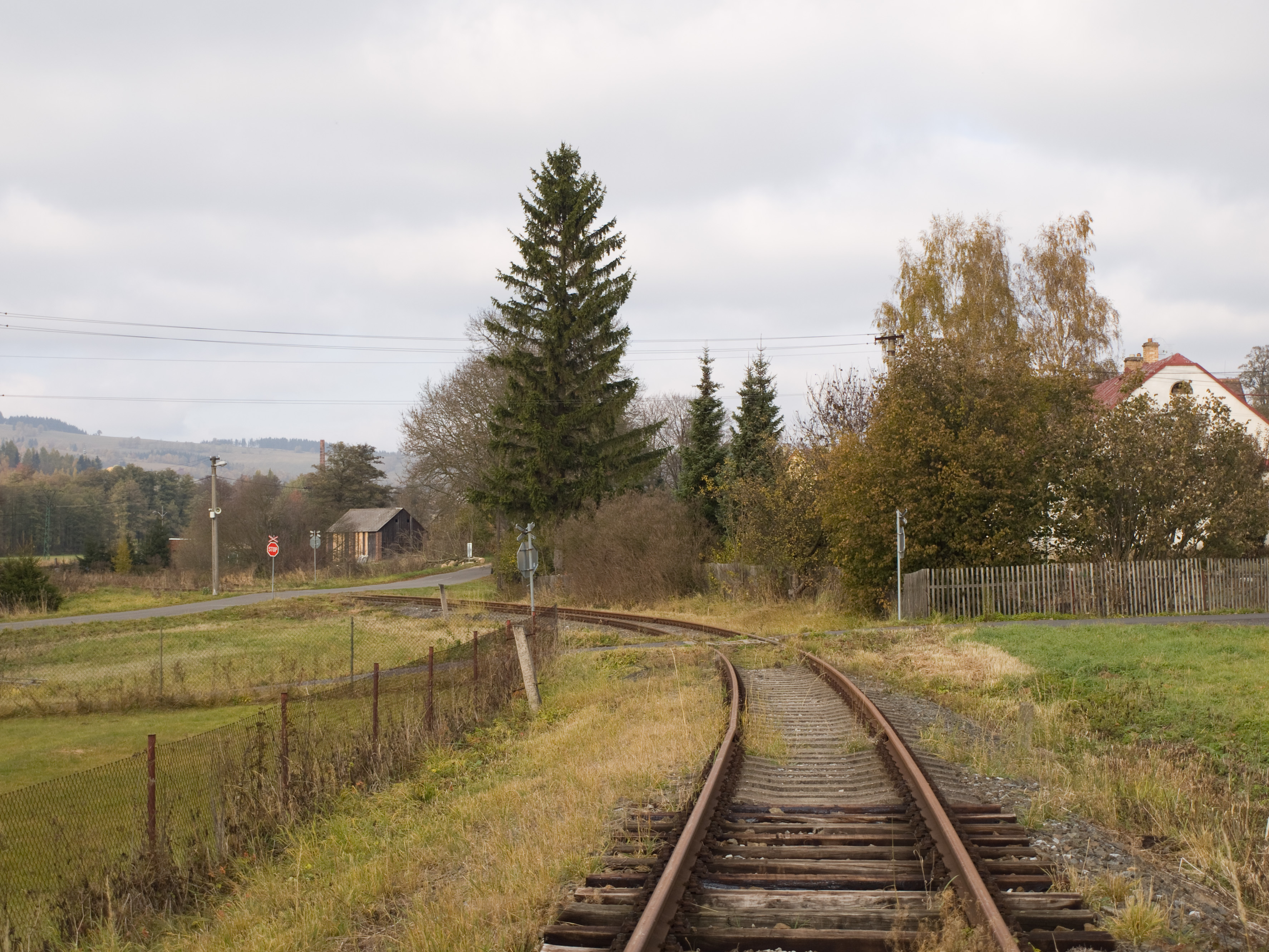
Pohled od zastávky ke Světlé Hoře

Za Starým Městem se trať vlní a pokračuje severozápadním směrem až k místní části obce Světlá Hora Světlá. Zde se nachází železniční zastávka Rudná pod Pradědem, která leží přibližně dva kilometry od nejbližší místní části Rudné pod Pradědem – Staré Rudné. Zastávka se skládá pouze z přístřešku přiléhajícího k rodinnému domku. Za zastávkou trať pokračuje přes silnici ke Světlé Hoře.

### Světlá Hora
Trať Světlou Horu objíždí jihozápadně a vytyčuje konec zástavby. Nádraží se nachází 200 metrů západně od návsi. Zhlaví leží hned za železničním přejezdem, na kterém trať překonává účelovou komunikaci. Přejezd je dvoukolejný, protože vedle traťové koleje vede také vlečka do podniku OSRAM (dříve Pramet Šumperk), která je zaústěna přímo do stanice na druhou kolej. Stanice je trojkolejná a s jedním nástupištěm na traťové koleji (č. 1; nejvzdálenější od staniční budovy). Západně od nádraží se nachází velké nákladiště. Za nádražím přechází trať do silného stoupání, ve kterém na pětikilometrové vzdálenosti překoná převýšení 130 metrů.

#### Galerie

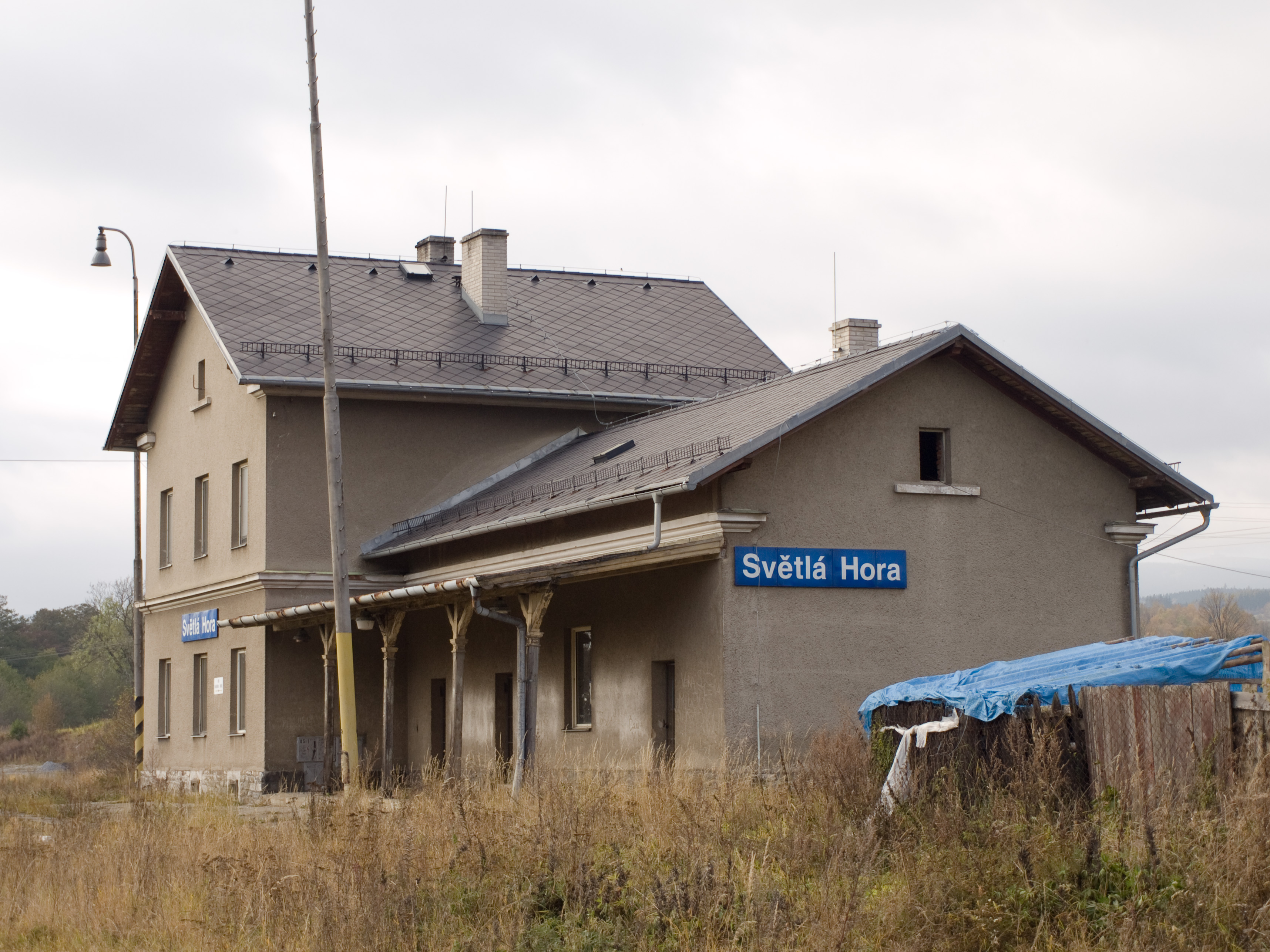
Nádražní budova Světlá Hora
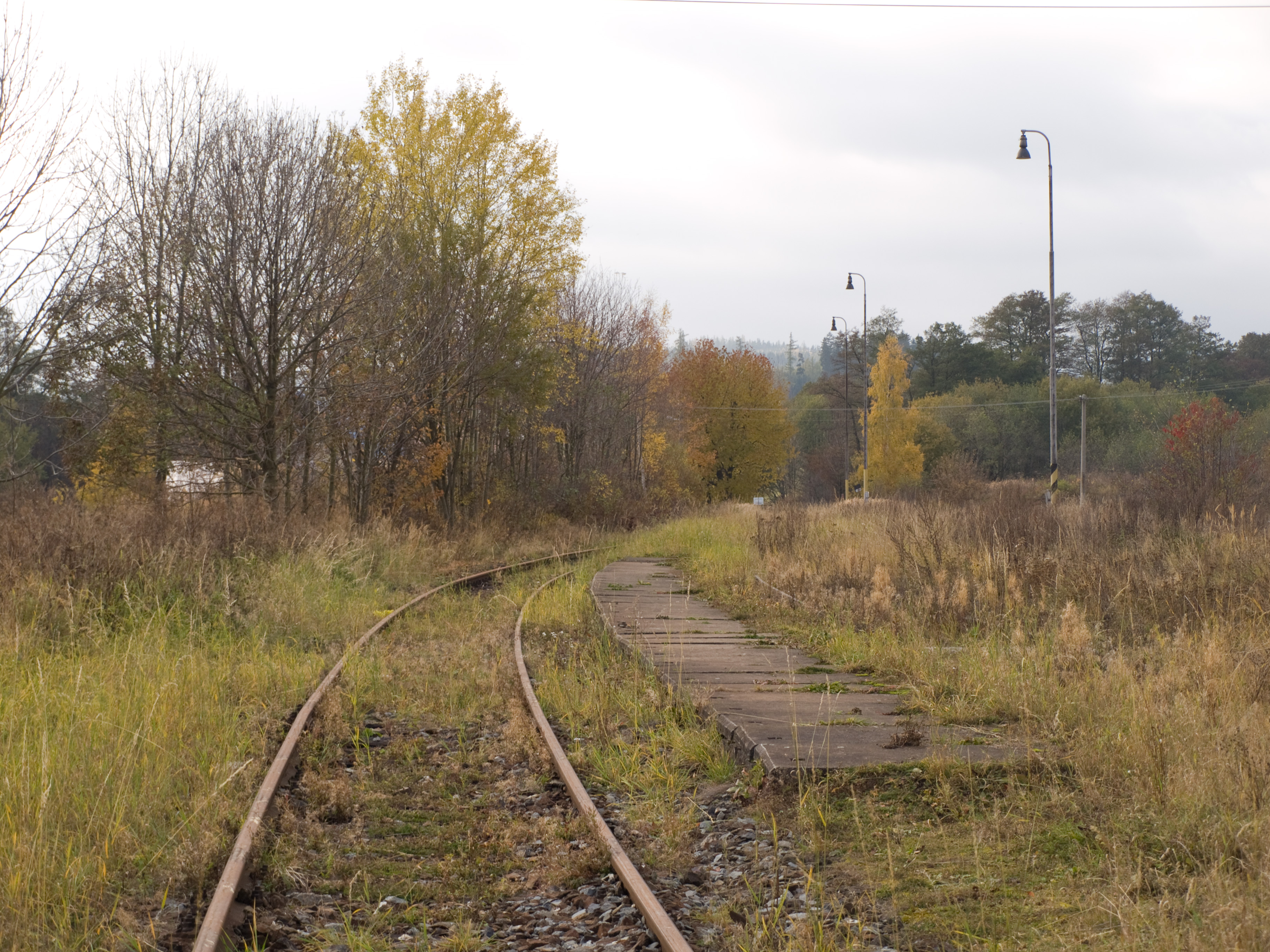
Nástupiště ve stanici
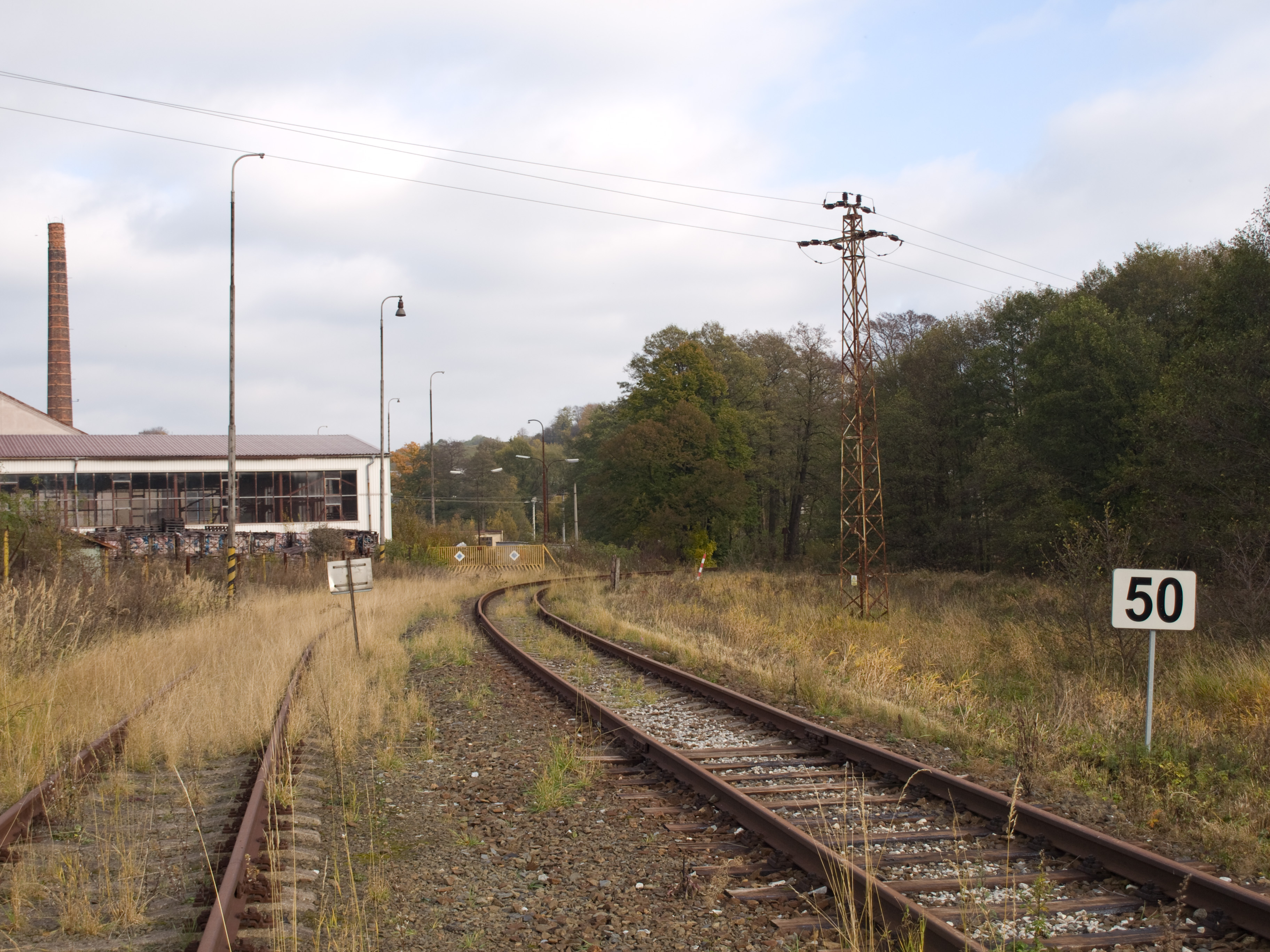
Pohled ke stanici Rudná pod Pradědem

### Rudná pod Pradědem zastávka

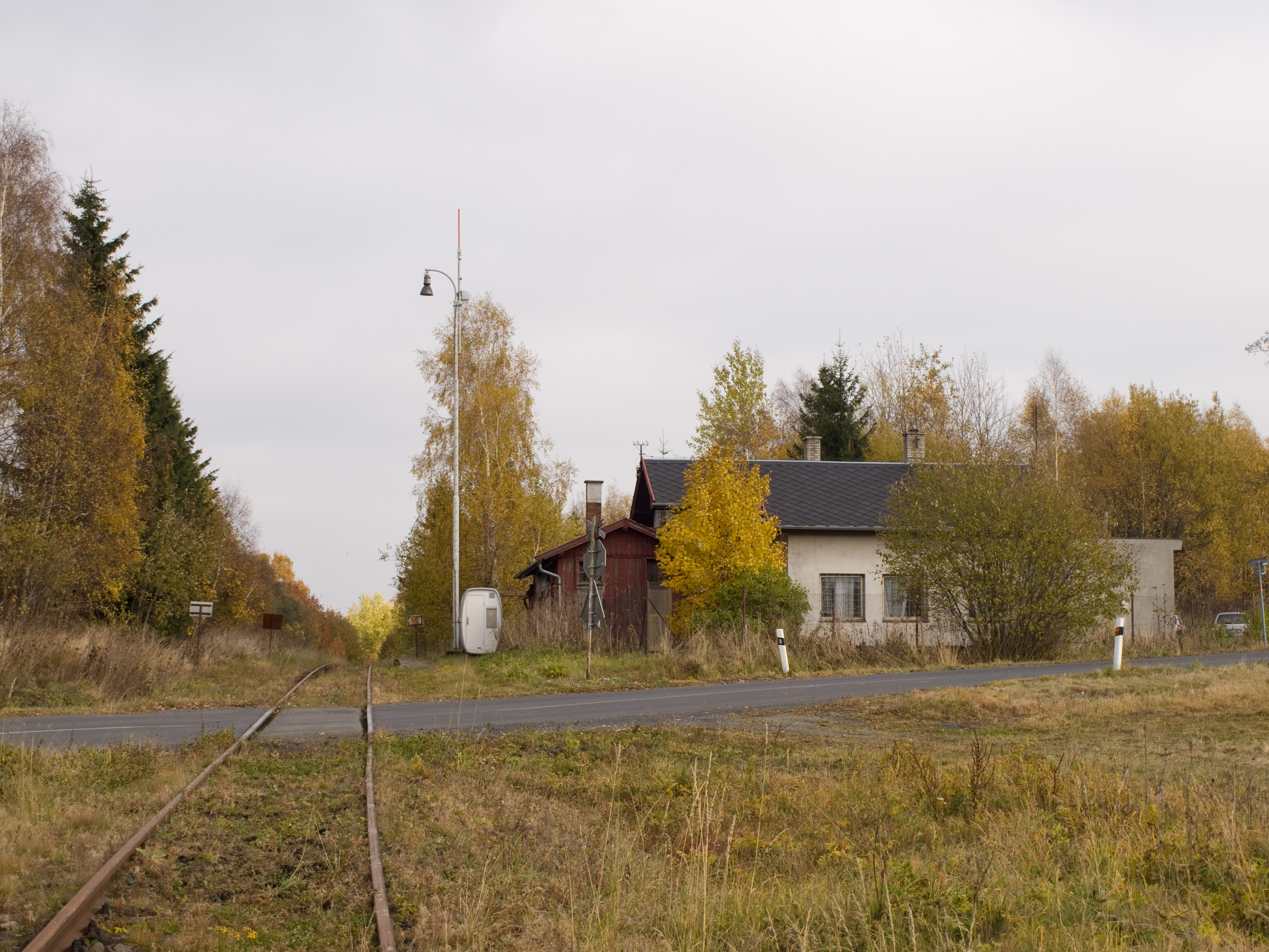
Rudná pod Pradědem zastávka z železničního přejezdu

Nácestní zastávka se nachází u přejezdu komunikace mezi Starou Rudnou a Malou Morávkou. Zastávka leží na levé straně od tratě a se svými 735 m n. m. se jedná o nejvyšší místo celé trati. V prostoru zastávky a na přilehlém přejezdu je rychlost omezena na 20 km/h. Za přejezdem trať začíná klesat na necelých třech kilometrech o celých 95 metrů. Podélný sklon na tomto úseku dosahuje až 45 ‰ a jedná se tedy o nejstrmější bezozubnicovou železniční trať v ČR.

### Malá Morávka
Hlavová stanice leží v jižní části obce Malá Morávka a má dvě koleje, nádražní budovu a nákladiště. Na světlohorském zhlaví se z traťové koleje, která do stanice prudce klesá, vlevo odděluje druhá kolej (č. 3). Napravo od kolejiště stojí staniční budova a za ní nákladiště s jeřábem a skladem. Po 200 metrech se obě koleje slučují do jedné, která je kuse ukončena zarážedlem.

#### Galerie

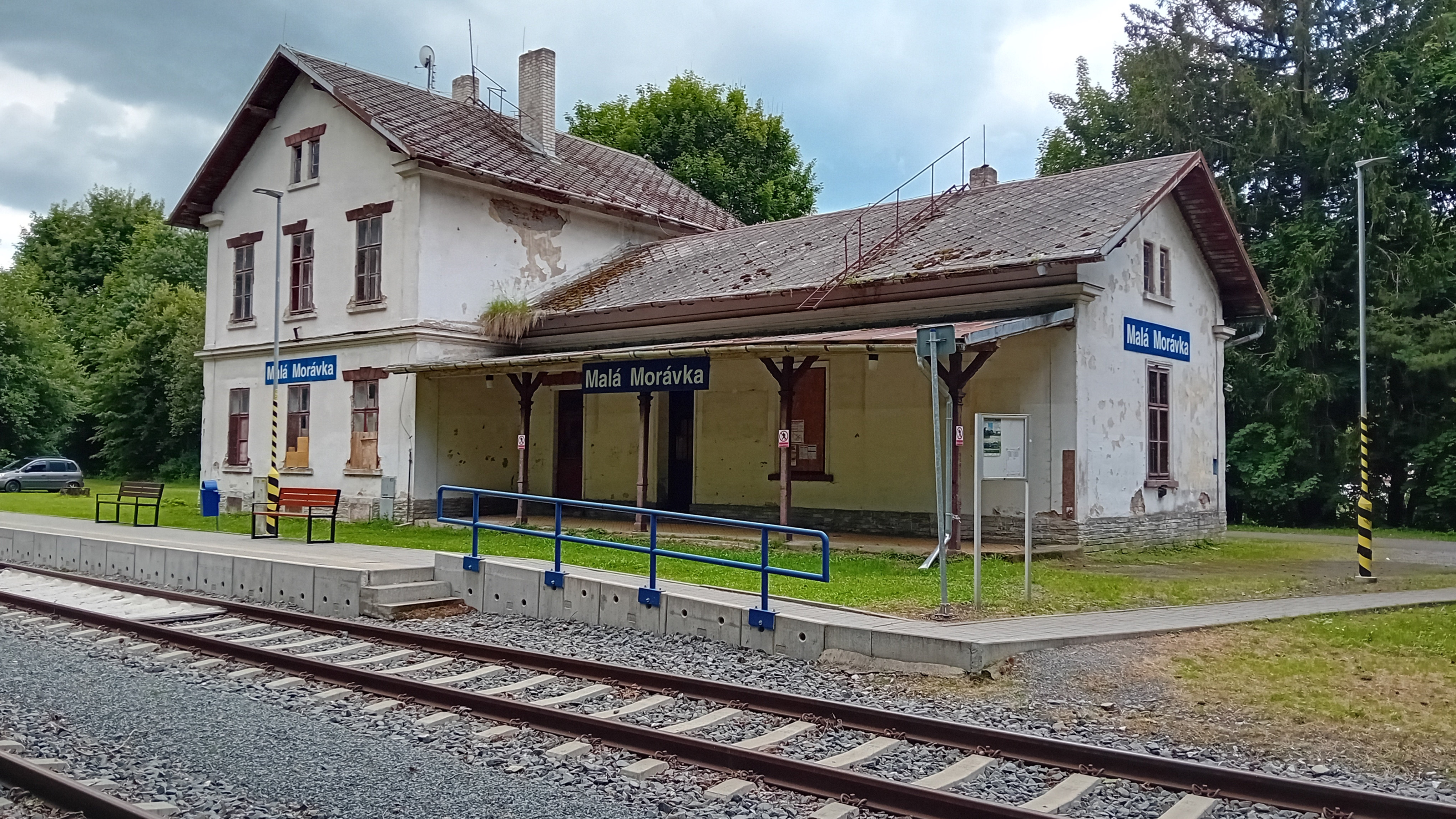
Staniční budova
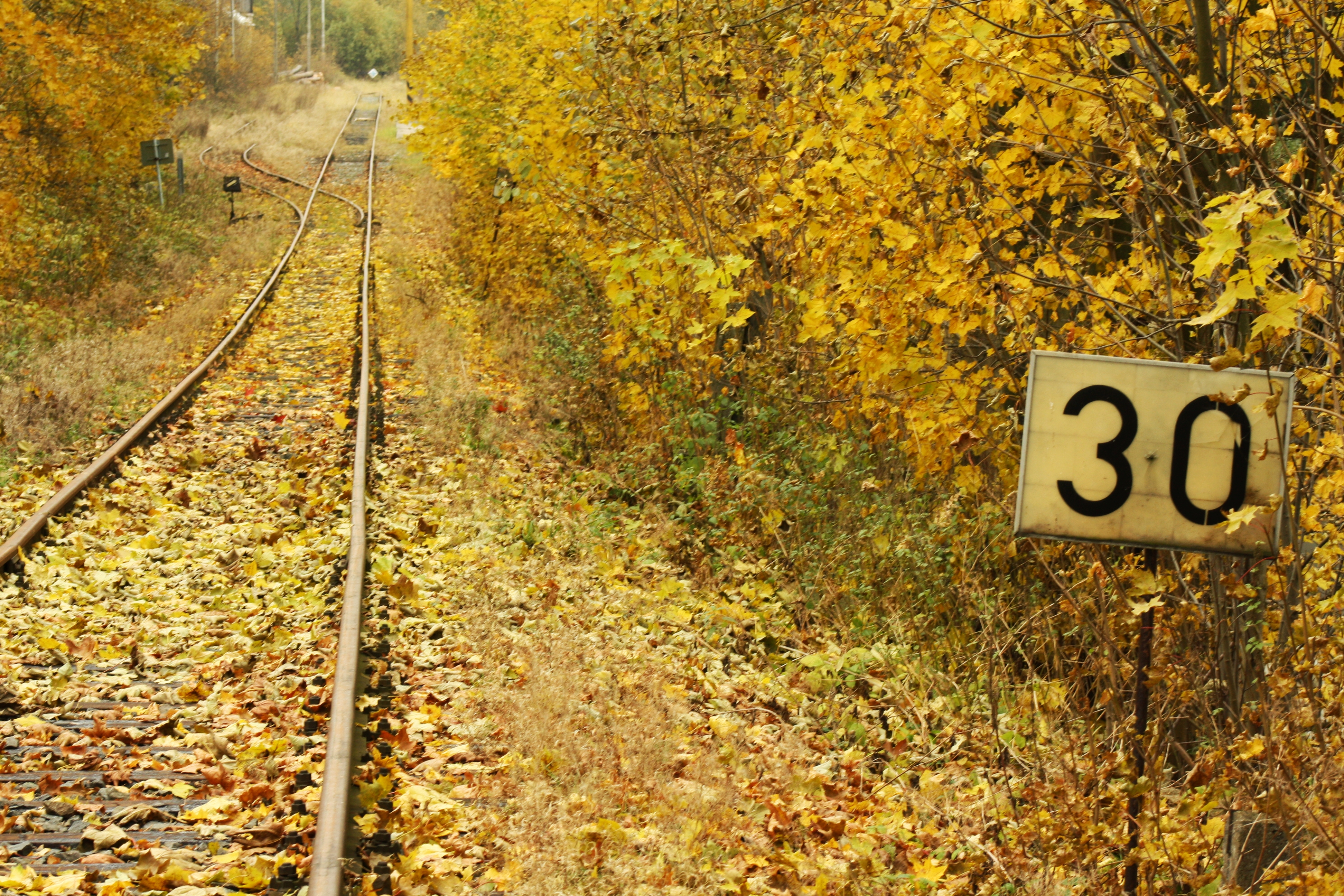
Vjezd do obvodu dopravny
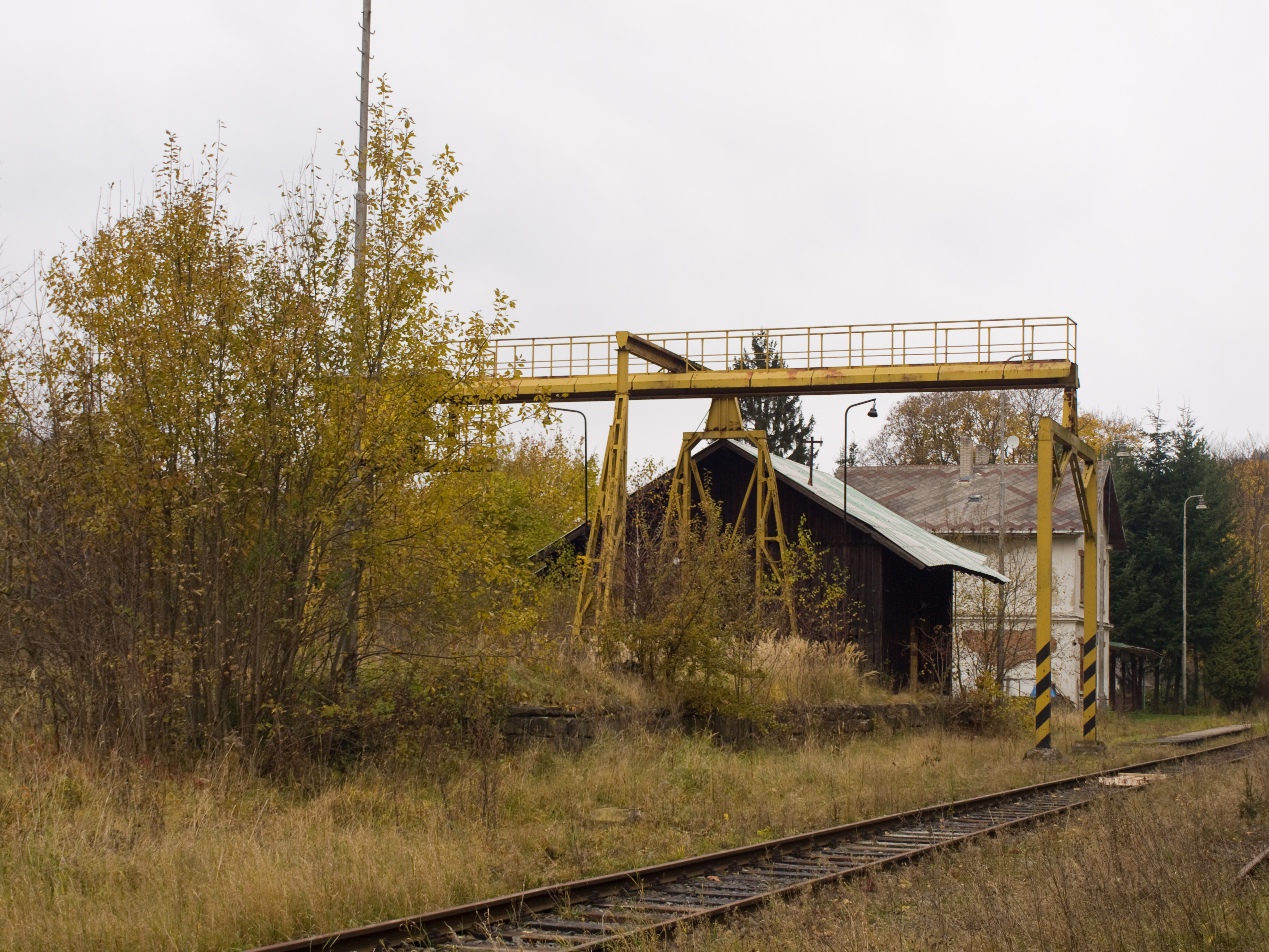
Areál nákladiště a stanice
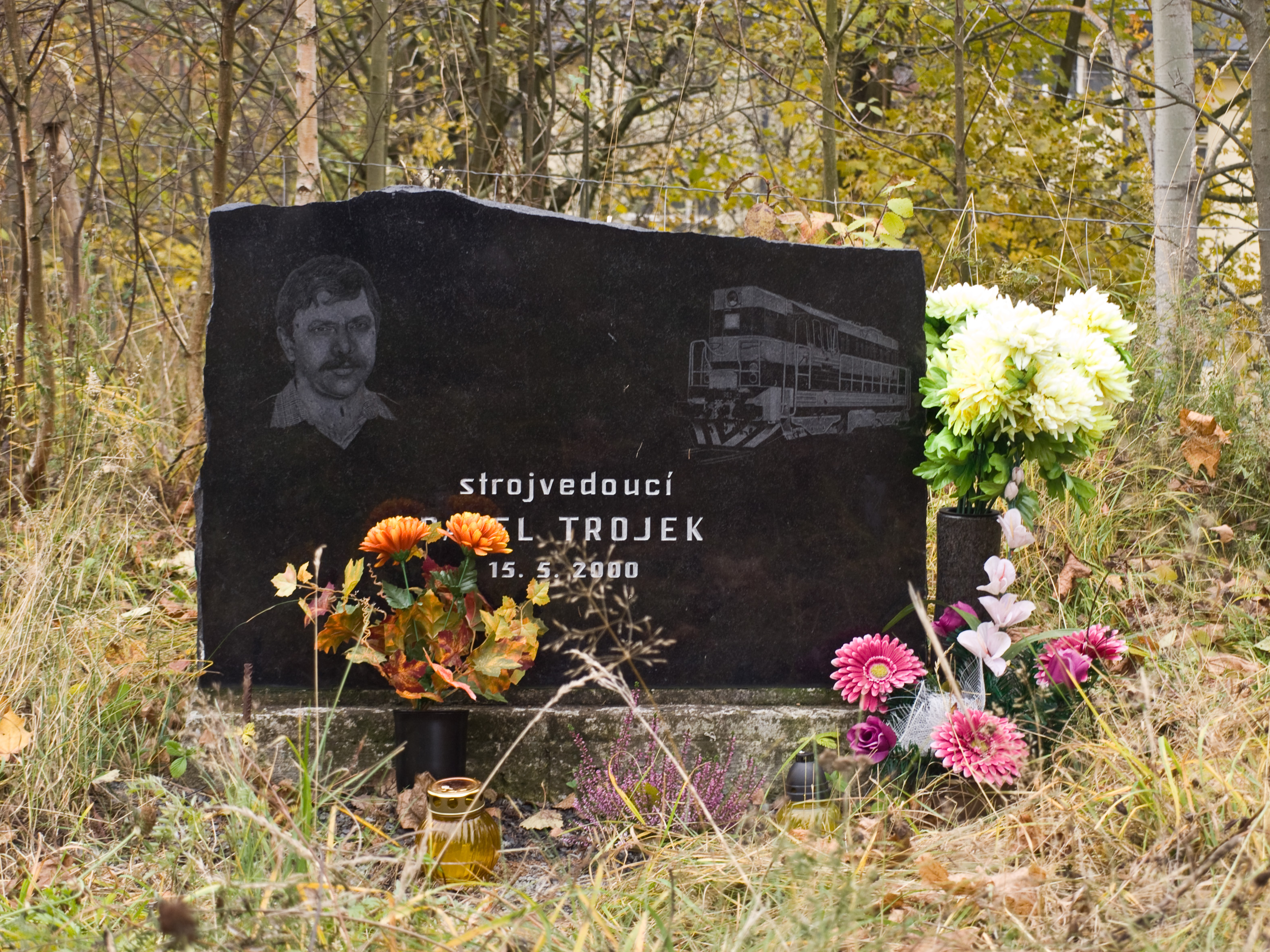
Pomník zesnulého strojvedoucího
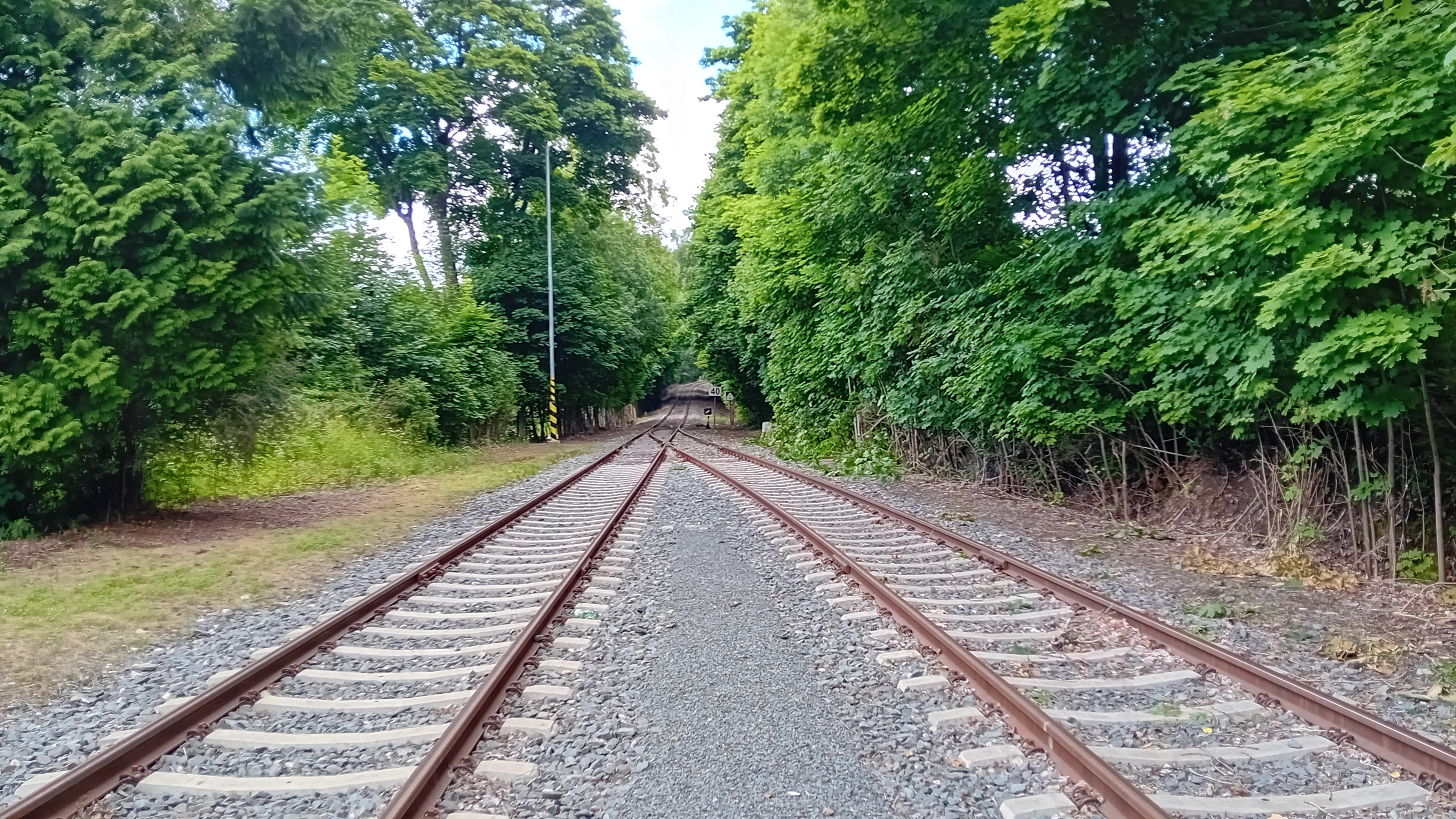
Bruntálské zhlaví
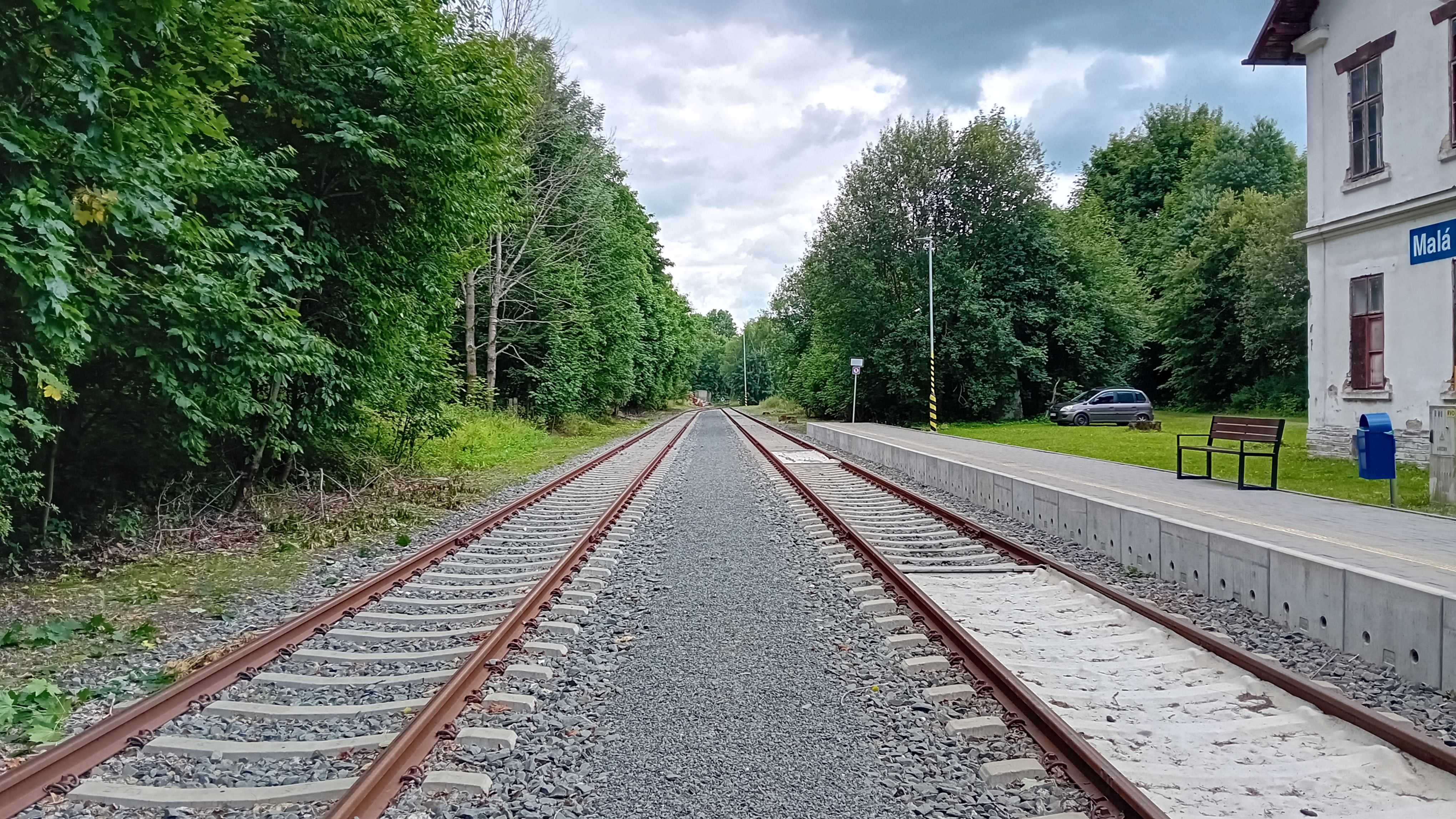
Pohled směrem ke konci tratě

## Provoz na trati

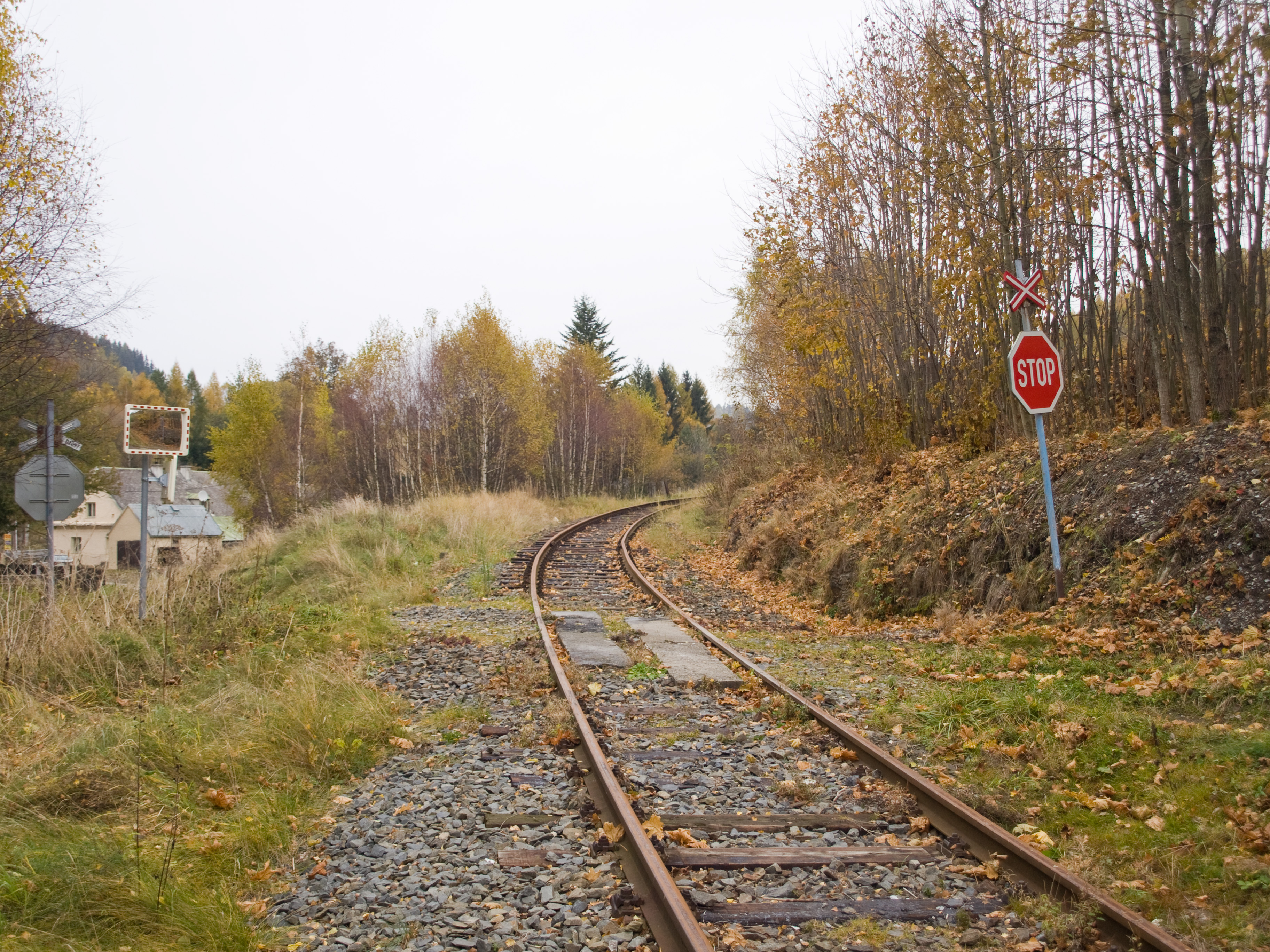
Železniční přejezd nad zastávkou Malá Morávka

V devadesátých letech 20. století se osobní doprava omezila jen na víkendy, postupem se přidala i sezónní omezení. V jízdním řádu 2008/2009 bylo na trati vedeno 5 párů vlaků o víkendech a svátcích od 1. května do 28. září. Pro jízdní řády 2009/2010 a 2010/2011 nebyla pravidelná osobní doprava objednána, trať byla využívána jen několikrát ročně pro příležitostné historické vlaky v rámci akcí pořádaných obcí Malá Morávka i soukromníky. Nákladní doprava také nebyla v této době na trati provozována, protože zanikla poptávka přepravců. V roce 2018 je obnoven víkendový provoz na trati pěti páry spojů s návaznostmi zejména do / z Krnova a Opavy. 
Nákladní doprava byla na této trati ukončena v roce 2005, od září 2018 opět jezdí nepravidelně nákladní vlaky v úseku Bruntál - Světlá Hora.

## Pokusy o zrušení trati

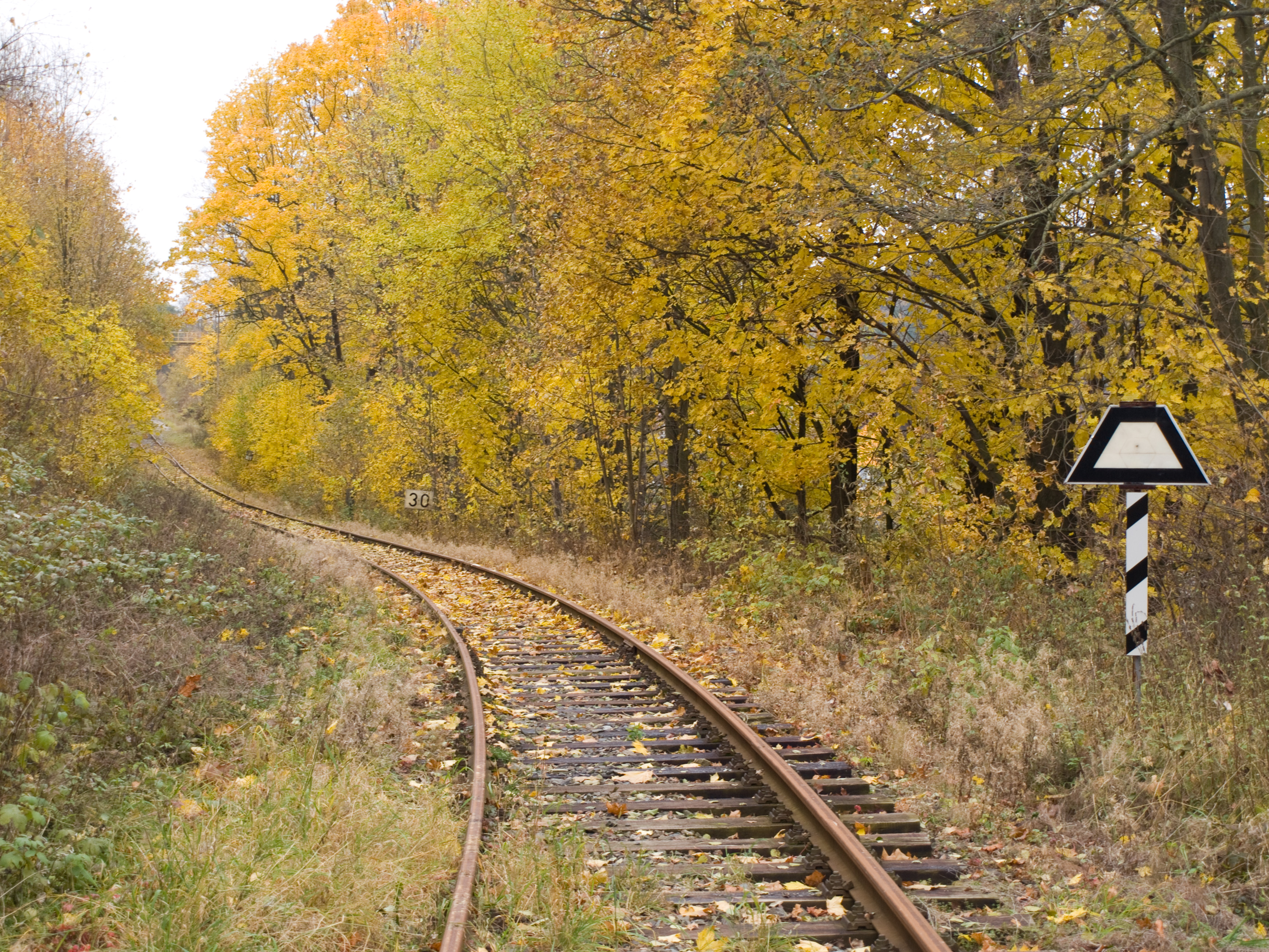
Návěst Hranice dopravny odkazující na zjednodušené řízení dopravy na trati

Na podzim 2010 se trať objevila na seznamu regionálních tratí navržených ministerstvem dopravy ke zrušení. Podle vyjádření SŽDC není výhledově předpoklad obnovení nákladní dopravy a výhledové záměry kraje nepočítají s jejím využitím pro osobní dopravní obslužnost. Udržovat dráhu kvůli několika jednorázovým akcím ročně považoval vlastník za nehospodárné.
Ministerstvo obrany se k návrhu na zrušení 1. listopadu 2010 vyjádřilo kladně. Obec Malá Morávka se vyslovila v rozkladu proti zrušení. Zásadní nesouhlas vyjádřilo 24. října 2010 Sdružení pro rozvoj kolejové dopravy. Odůvodnění v rozhodnutí ministerstva konstatuje, že vyjádření obce Malá Morávka neuvádí konkrétní údaje o stávajícím využití trati a financování provozu a neobsahuje návrh obce na převzetí tratě k provozování nebo do vlastnictví. O převzetí této dráhy ani provozování pravidelné dopravy na ní neprojevil údajně zájem nikdo. Rovněž stanovisko Sdružení pro rozvoj kolejové dopravy bylo zamítnuto, protože obsahovalo jen obecné proklamace a postrádalo konkrétní návrhy řešení.

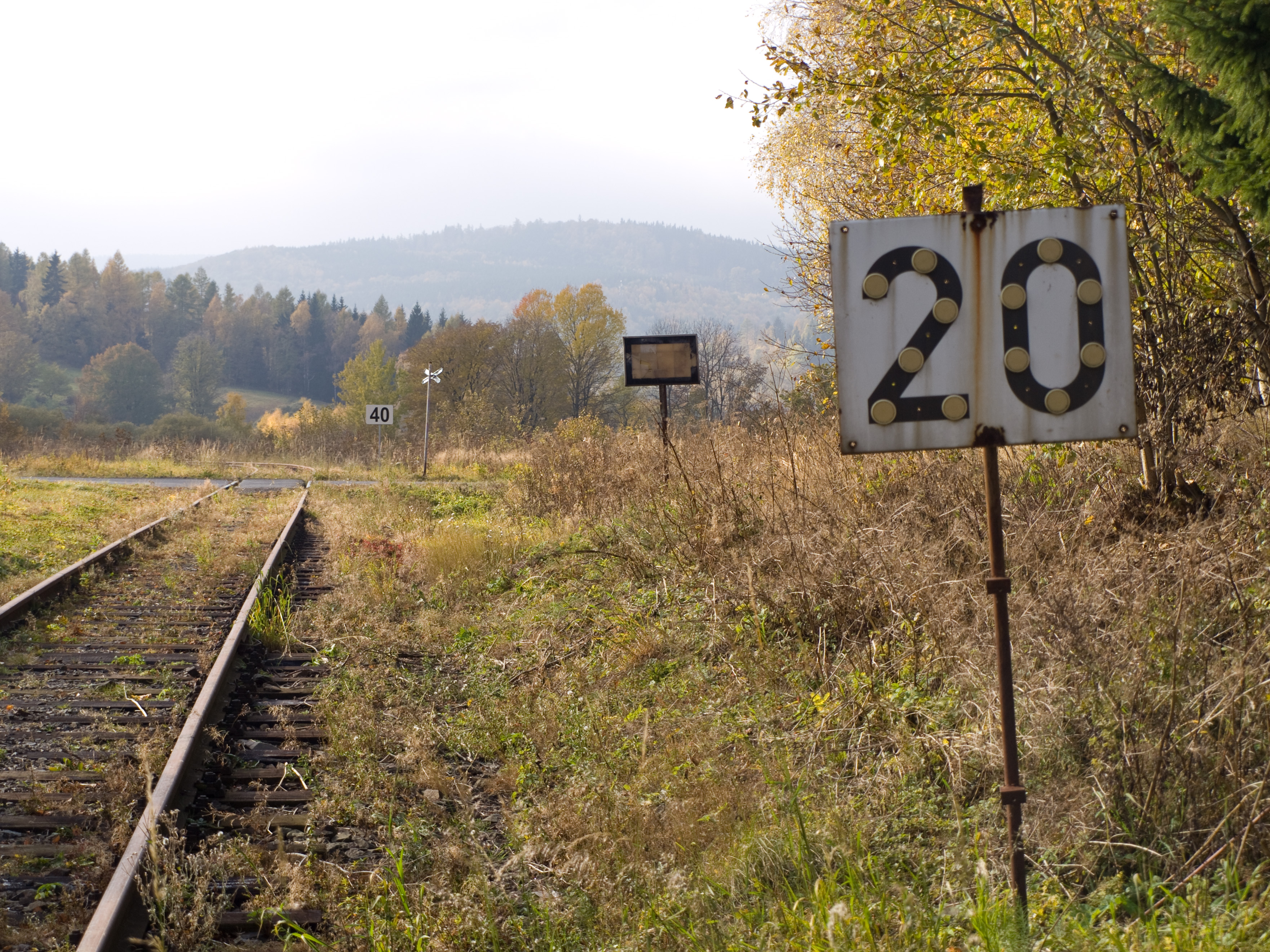
Rychlostník v zastávce Rudná pod Pradědem zastávka (v pozadí návěsti Konec nástupiště a další rychlostník

Na návrh vlastníka dráhy, SŽDC, doručený 29. září 2010, Ministerstvo dopravy ČR 7. ledna 2011 rozhodlo o zrušení dráhy. Mluvčí SŽDC uvedl, že povinnost zabránit užívání trati splní umístěním značky a fyzické zábrany, ale že zatím stát nepočítá s fyzickým zrušením trati a odstraněním kolejí – další osud trati teprve bude řešit. Odůvodnění ministerského rozhodnutí předpokládá, že SŽDC požádá o změnu využití území pozemku dráhy; případné odstranění stavby dráhy podléhá oznamovací povinnosti. Uvedené rozhodnutí o zrušení dráhy bylo 26. srpna 2011 zrušeno a bylo vráceno k novému projednání. V roce 2025 byl opět podán návrh na zrušení této železniční tratě.